# Promenade Gisèle-Halimi
La promenade Gisèle-Halimi est une voie située dans le 7e arrondissement de Paris, en France.

## Situation et accès
Longue de 500 mètres, la promenade commence au pont de l'Alma, à hauteur du quai d'Orsay, et finit au pont des Invalides. Elle se trouve au niveau du port du Gros-Caillou.
Elle est desservie par la ligne 9 à la station Alma - Marceau, en traversant le pont de l'Alma à pied.
Elle est également accessible par la gare du Pont de l'Alma de la ligne C du RER.
La promenade, se situant sur les quais de la Seine rive droite, est entièrement piétonne.

## Origine du nom
La voie porte le nom de l'avocate et femme politique française Gisèle Halimi (1927-2020).

## Historique
La promenade a été dénommée par décision du Conseil de Paris en avril 2021.
L'inauguration officielle s'est tenue le 31 août 2021.

## Bâtiments remarquables et lieux de mémoire

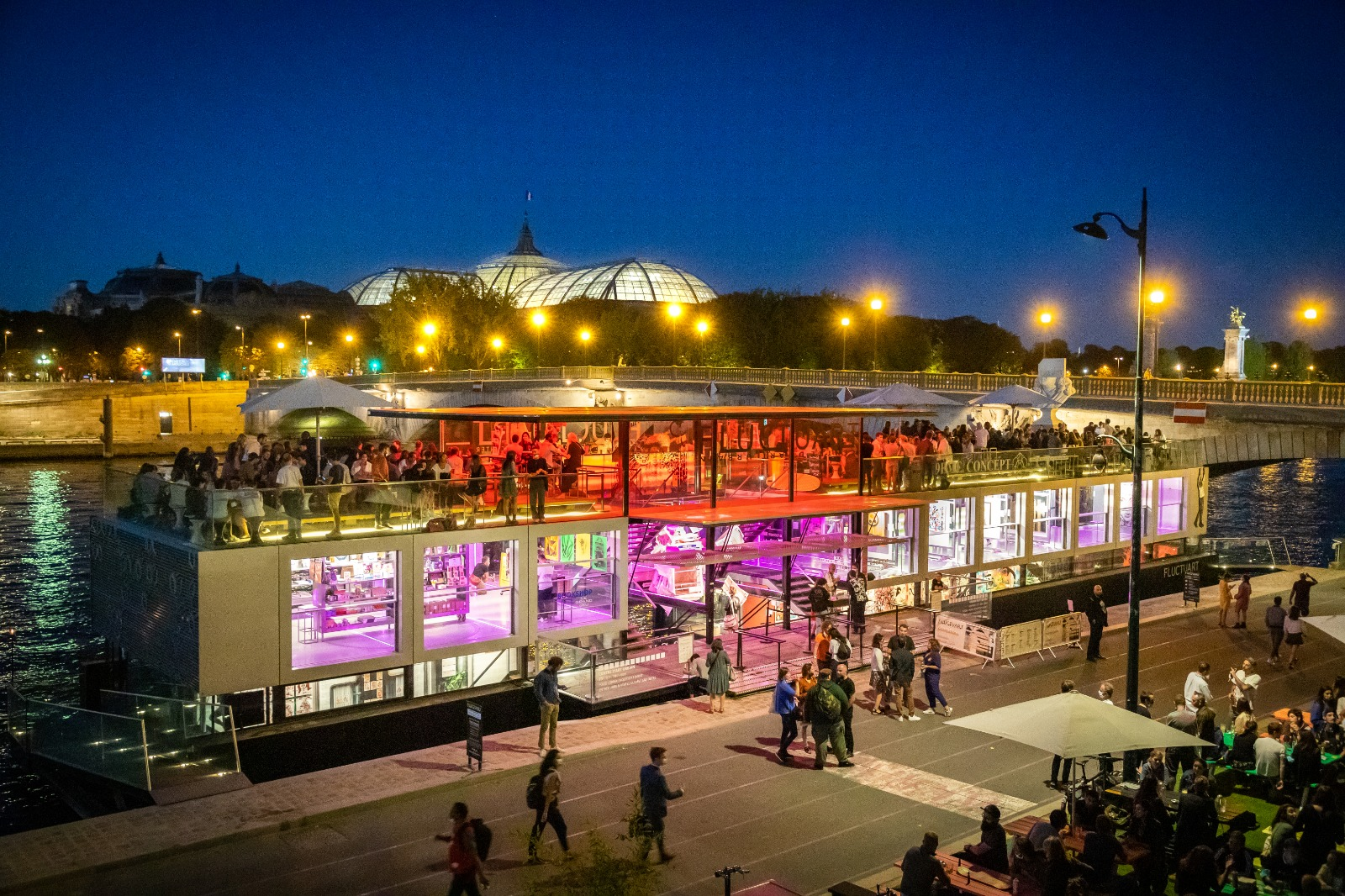
Le centre d'art flottant Fluctuart est situé sur la promenade Gisèle Halimi.

- La promenade donne accès aux jardins de l'Archipel des Berges-de-Seine-Niki-de-Saint-Phalle.
- Elle se situe en contrebas de l'esplanade Habib-Bourguiba.
- Le centre d'art Fluctuart se situe sur la promenade.